# 오 원더
오 원더(Oh Wonder)는 잉글랜드 런던에서 주로 활동하는 알트 팝 듀오이다.

## 음반 목록
- Oh Wonder (2015)
- Ultralife (2017)